# Височанська сільська рада (Тарутинський район)
Височа́нська сільська́ ра́да — адміністративно-територіальна одиниця та орган місцевого самоврядування в Тарутинському районі Одеської області. Адміністративний центр — село Височанське.

## Історія
Указом Президії Верховної Ради УРСР від 14.11.1945 перейменували населені пункти Лакської сільради Бородінського району Ізмаїльської області: село Колбараш — на село Новоукраїнка, село Лак — на село Височанське і Лакську сільраду назвали Височанська.

## Загальні відомості
Височанська сільська рада утворена в 1954 році.
- Територія ради: 35,94 км²
- Населення ради: 1 116 осіб (станом на 2001 рік)

## Населені пункти
Сільській раді були підпорядковані населені пункти:
- с. Височанське
- с. Ганнівка

## Населення
Згідно з переписом УРСР 1989 року чисельність наявного населення сільської ради становила 1070 осіб, з яких 510 чоловіків та 560 жінок.
За переписом населення України 2001 року в сільській раді мешкало 1114 осіб.

### Мова
Розподіл населення за рідною мовою за даними перепису 2001 року:
| Мова       | Відсоток |
| ---------- | -------- |
| українська | 94,62 %  |
| російська  | 2,60 %   |
| молдовська | 2,15 %   |
| болгарська | 0,27 %   |
| вірменська | 0,18 %   |
| гагаузька  | 0,18 %   |

## Склад ради
Рада складалася з 16 депутатів та голови.
- Голова ради: Кушнір Федор Олексійович
- Секретар ради: Шокан Інна Зіновіївна

### Керівний склад попередніх скликань
| Прізвище, ім'я, по батькові | Основні відомості                                                                       | Дата обрання | Дата звільнення |
| --------------------------- | --------------------------------------------------------------------------------------- | ------------ | --------------- |
| Беженар Олександр Яковлевич | Сільський голова, 1960 року народження, освіта середня спеціальна, безпартійний         | 26.03.2006   | 31.10.2010      |
| Беженар Олександр Яковлевич | Сільський голова, 1960 року народження, освіта середня спеціальна, член Партії регіонів | 31.10.2010   | 11.12.2011      |
| Кушнір Федор Олексійович    | Сільський голова, 1965 року народження, освіта вища, член Партії регіонів               | 11.12.2011   |                 |

Примітка: таблиця складена за даними сайту Верховної Ради України

### Депутати
За результатами місцевих виборів 2010 року депутатами ради стали:

#### За суб'єктами висування
| Суб'єкт висування            | Кількість обраних депутатів | %    |
| ---------------------------- | --------------------------- | ---- |
| Партія регіонів              | 13                          | 81,3 |
| Соціалістична партія України | 3                           | 18,8 |

#### За округами
| № округу                     | Прізвище, ім'я, по батькові    | Дата визнання обраним | Освіта  | Партійна приналежність | Відомості про обраного депутата                             |
| ---------------------------- | ------------------------------ | --------------------- | ------- | ---------------------- | ----------------------------------------------------------- |
| Партія регіонів              |                                |                       |         |                        |                                                             |
| 1                            | Павленко Федір Михайлович      | 03.11.2010            | вища    | позапартійний          | ЗАТ"Зоря", тракторист                                       |
| 2                            | Штефанко Олексій Васильович    | 03.11.2010            | вища    | позапартійний          | ЗАТ «Зоря», завідувач млину                                 |
| 3                            | Резниченко Григорій Іванович   | 03.11.2010            | середня | позапартійний          | ЗАТ «Зоря», завідувач складу                                |
| 4                            | Моголюк Олександр Миколайович  | 03.11.2010            | середня | позапартійний          | приватний підприємець, водій                                |
| 5                            | Корчмарюк Олександр Васильович | 03.11.2010            | вища    | позапартійний          | Тарутинське РВУМВД в Одеській області, дільничий міліціонер |
| 8                            | Дімітрічак Іван Володимирович  | 03.11.2010            | вища    | позапартійний          | ЗАТ «Зоря», завідувач СТФ                                   |
| 9                            | Крохмалюк Зінаїда Григорівна   | 03.11.2010            | середня | позапартійна           | Височанська сільська рада, завідувачка ФАП с. Височанське   |
| 10                           | Левендюк Алла Олексіївна       | 03.11.2010            | середня | позапартійна           | Тарутинський відділок культури, завідувачка бібліотеки      |
| 11                           | Беженар Володимир Іванович     | 03.11.2010            | вища    | позапартійний          | Височанська загальноосвітня школа І-ІІІ ст., директор       |
| 12                           | Беженар Володимир Михайлович   | 03.11.2010            | середня | позапартійний          | Височанський прикордоний загін, військовий                  |
| 13                           | Похила Юрій Васильович         | 03.11.2010            | середня | позапартійний          | ЗАТ «Зоря», тракторист                                      |
| 14                           | Топчій Світлана Георгіївна     | 03.11.2010            | середня | позапартійна           | ЗАТ «Зоря», бригадир                                        |
| 15                           | Шокан Інна Зіновіївна          | 03.11.2010            | вища    | позапартійна           | Височанська сільська рада, секретар                         |
| Соціалістична партія України |                                |                       |         |                        |                                                             |
| 6                            | Беженар Владислав Олексійович  | 03.11.2010            | вища    | позапартійний          | Височанська загальноосвітня школа І-ІІІ ст., вчитель        |
| 7                            | Дімітрічак Валентин Михайлович | 03.11.2010            | середня | позапартійний          | ЗАТ «Зоря», електрик                                        |
| 16                           | Гребенюк Федір Іосипович       | 03.11.2010            | середня | позапартійний          | пенсіонер                                                   |